# Shannonomyia oslari
Shannonomyia oslari là một loài ruồi trong họ Limoniidae. Chúng phân bố ở miền Tân bắc.